# Stanisław Laskowski (ur. 1840)
Stanisław Laskowski, pseudonim Sobek (ur. 21 stycznia 1840 w guberni mińskiej, zm. ?) – naczelnik wojenny województwa mińskiego w powstaniu styczniowym, polski działacz narodowy w guberni mińskiej, ziemianin.
Stanisław Laskowski urodził się w rodzinie ziemiańskiej w 1840 roku w guberni mińskiej. Ukończył Akademię Artyleryjską w Petersburgu. Należał do kółka Sierakowskiego. Działał w polskich organizacjach konspiracyjnych. W czasie powstania styczniowego był naczelnikiem wojennym województwa mińskiego. Dowodził oddziałami powstańców. Współpracował z oddziałami Bolesława Świętorzeckiego, Pawła Dybowskiego, Antoniego Trusowa i Korkozowicza. Przeprowadził kilkanaście udanych ataków na oddziały wojsk rosyjskich. Nosił pseudonim Sobek. Uczestniczył w potyczkach z wojskiem rosyjskim w miejscowościach: Lady, Piotrowszczyzna, Marcyanówka, Łoczyn, Skrył i Kowalewice. Wsławił się pojmaniem rosyjskiego generała, którego zmusił do złożenia przysięgi, że nie będzie walczył przeciw narodowi polskiemu. Po upadku powstania wyemigrował do Belgii.